# Верхньотеченська сільська рада
Верхньоте́ченська сільська рада (рос. Верхнетеченский сельский совет) — сільське поселення у складі Катайського району Курганської області Росії.
Адміністративний центр — село Верхня Теча.
Населення сільського поселення становить 811 осіб (2017; 1287 у 2010, 1824 у 2002).
31 жовтня 2018 року до складу сільського поселення була включена територія площею 175,84 км² ліквідованої Лобановської сільської ради (село Лобаново, присілки Басказик, Нова Білоярка).

## Склад
До складу сільського поселення входять:
| Населений пункт         | Населення, осіб (2002) | Населення, осіб (2010) |
| ----------------------- | ---------------------- | ---------------------- |
| Анчугово, присілок      | 294                    | 199                    |
| Басказик, присілок      | 109                    | 55                     |
| Верхня Теча, село       | 634                    | 545                    |
| Казанцева, присілок     | 262                    | 163                    |
| Комишино, присілок      | 101                    | 58                     |
| Лобаново, село          | 335                    | 247                    |
| Нова Білоярка, присілок | 62                     | 12                     |
| Скілягіно, присілок     | 27                     | 8                      |